# Olot
Pour les articles homonymes, voir Olot (homonymie).
Olot est une ville de Catalogne en Espagne. Elle est la capitale de la comarque de Garrotxa et le chef-lieu du district judiciaire de la province de Gérone, en Catalogne.

## Géographie

### Localisation
La commune d'Olot est située à une quarantaine de kilomètres à l'ouest de Figueres, à peu près à la même distance du col d'Ares marquant la frontière avec la France au nord, et à une trentaine de kilomètres à l'est de Ripoll.

### Communes limitrophes
| La Vall de Bianya |            | Sant Joan les Fonts |
| Riudaura          | Olot       |                     |
| La Vall d'en Bas  | Les Preses | Santa Pau           |

### Géologie et relief
Olot est une ville particulièrement connue pour ses attraits naturels, elle fait partie du parc naturel de la zone volcanique de la Garrotxa. Sur le territoire de la ville, on trouve quatre volcans: le Montolivet, le Montsacopa, le Garrinada et le Bisaroques. La région autour d'Olot dispose également d'un riche patrimoine naturel avec de nombreuses sources, les marais de la Deu et la Moixina (une forêt marécageuse), la Fageda d'en Jordà (exceptionnel en Catalogne et en climat méditerranéen), les volcans de Santa Margarida (avec un grand cratère et une chapelle au centre) et le Croscat (grande carrière d'extraction de Grès le volcan et qui permet d'observer les couches d'argile intérieur). Elle est affiliée à la Charte Européenne des paysages.

### Hydrographie
La commune d'Olot est traversée par le Fluvià, fleuve côtier de Catalogne.

### Voies de communication et transports
L'autoroute A-26 en provenance de Besalú et la route GI-524 en provenance de Banyoles aboutissent à Olot.

## Histoire

### Origines
On trouve trace du nom d'Olot pour la première fois en 872 à l'occasion d'un droit octroyé par le roi franc Charles le Chauve au monastère de Sant Aniol d'Aguja prévoyant l'exploitation du territoire de la paroisse de Sant Esteve d'Olot, situé entre le fleuve Fluvià et la rivière de Riudaura. Ce droit fut concédé dans le cadre de la réorganisation du territoire après la reconquête de Gérone par les francs. Le fait que l'abbaye de Sant Aniol d'Aguja sollicite la domination du territoire d'Olot laisse supposer qu'il existait sur place une communauté humaine active et productive. On trouve également trace dans cet écrit d'une église dédiée à Sainte Marie, qualifiée d'ancienne puisqu'elle se trouvait déjà à cette époque à l'emplacement de l'actuel temple de Santa Maria del Tura, patronne d'Olot.
En 987, Sant Esteve d'Olot est citée pour la première fois dans un document traitant d'une paroisse limitrophe. Ce n'est qu'à la fin de l'année 1116, au motif de la consécration d'un nouveau temple que la paroisse de Sant Esteve d'Olot est nommée explicitement.
Olot restera peu de temps sous la domination de Sant Aniol d'Aguja et passera sous celle des Comtes de Besalú qui, postérieurement, l'offriront à l'abbaye de Santa Maria de Ripoll. Cela, ajouté à la donation par la vicomtesse de Bas de la pleine propriété de Sant Cristòfol de les Fonts, d'une part, de la donation par les seigneurs del Coll de la paroisse de Sant Andreu, d'autre part, va constituer un ensemble important au centre de la Garrotxa, dominé par l'abbaye de Ripoll. Ce noyau va constituer une unité politique avec la création du domaine d'Olot i de la Pinya, constituant ainsi le territoire de la commune d'Olot jusqu'à l'incorporation de Batet en 1973.

### Administration par l'abbé de Ripoll
Pour administrer a minima ses domaines, l'abbé de Ripoll disposait d'un réseau d'administrateurs et de procureurs qui veillaient à ses intérêts sur la commune d'Olot. Ces officiels étaient des personnes qui résidaient à Olot. Ainsi, les administrateurs d'Olot, qui étaient désignés périodiquement, résidaient dans le palais de l'abbé à Olot (à l'emplacement actuel de Can Deu sur la Plaça Palau). Il y avait aussi des administrateurs de la paroisse de Sant Esteve, résidant au mas La Rovira (actuel mas Morató au no 103 du passeig Desemparats), qui se succédaient à cet office de père en fils.
Pour améliorer l'administration des intérêts que l'abbaye avait dans la Garrotxa, s'agissant d'un important domaine, l'abbé de Ripoll, Bernat de Peramola, signera le 18 août 1206 une lettre offrant franchises et libertés aux paysans. Il voulait de la sorte les amener à s'établir à l'intérieur d'un périmètre allant de la rive du fleuve Fluvià jusqu'à la paroisse de Sant Esteve d'Olot. Avec la signature de cette lettre, la création d'un noyau dense d'habitat dans la plaine olotine devient possible, constituant ainsi l'embryon de l'actuelle Olot. Le périmètre allait de l'actuelle Plaça del Palau (grand place de la ville jusqu'en 1427) jusqu'au pont de Santa Magdalena et l'actuelle carrer Valls Nous, puis, en remontant cette rue, jusqu'à l'église de Santa Maria, pour finir à la Plaça Palau en suivant l'actuelle carrer dels Valls Vells. Pour contrôler cet espace sous franchise, un autre abbé de Ripoll, Ramon Desbac, fera clôturer la ville par une muraille. Il faut dire que cette muraille avait débuté bien avant, mais de manière peu organisée et pas du tout efficace.
La création d'un centre urbain dans une zone peu peuplée va modifier profondément les relations humaines de la plaine olotine, jusqu'alors fondées sur les deux statuts de la commune, celui de villageois et celui de forain. Les villageois résidaient à l'intérieur de la muraille, avaient un niveau élevé de liberté et organisaient intra-muros toutes les activités artisanales et commerciales de la commune. Par contre, les forains étaient des paysans qui résidaient dans les fermes des paroisses, lesquelles se voyaient imposer chaque fois plus de charges féodales de la part des officiers de l'abbé. Un autre changement dans ces relations fut l'organisation en institution des gens de l'intérieur de la ville, avec pour objectif de défendre les intérêts de ses habitants face à ceux de l'abbé. Ainsi, l'Université d'Olot fut le premier pouvoir municipal de la ville. Au début, l'abbé essaya d'étouffer cette organisation, mais l'Université réussira à obtenir chaque fois plus de liberté et d'argent, ce dernier étant indispensable pour l'exercice de toute forme de pouvoir.
Durant les siècles médiévaux, Olot sera l'objet de plusieurs litiges entre l'abbaye de Ripoll et la Couronne d'Aragon, cette dernière se montrant intéressée par le contrôle de la ville en raison de sa productivité. L'Université d'Olot était également intéressée de sortir de la domination de l'abbé pour jouir d'une plus grande liberté d'action. Les litiges seront résolus définitivement en faveur de l'abbé de Ripoll qui restera seigneur de la ville et de son territoire.

### Deux événements majeurs
Deux événements très importants marquent l'histoire d'Olot :
- Les tremblements de terre de 1427 et 1428 détruiront la ville et ses environs en totalité, provoquant le transfert provisoire de la population dans des cabanes. S'ouvrit un débat sur le lieu de reconstruction de la ville : sur place ou ailleurs dans la commune. La seconde option l'emportera, se fondant sur la propriété de la Pia Almoina, une institution caritative. Choisir ce propriétaire éloignait les olotins du contrôle de l'abbé de Ripoll. Ainsi, ils commenceront à urbaniser le lieu d'une manière ordonnée, en traçant un réseau de rues perpendiculaires avec 5 rues longitudinales et 9 transversales, le centre se trouvant à la Plaça del Mercat. La construction de la nouvelle ville va permettre l'intégration de l'ensemble paroissial de Sant Esteve et les immeubles y attenant dans la cité, contrairement à la situation antérieure. L'abbé de Ripoll fera son possible pour maintenir les olotins dans sa juridiction. Finalement, le roi Alphonse V d'Aragon dit le Magnanime (ou le grand) tranchera définitivement le conflit en autorisant les olotins à construire la ville sur le terrain de la Pia Almoina, tout en leur ordonnant de jurer fidélité à l'abbé de Ripoll en sa qualité de seigneur de la commune et de respecter ses droits de monopole féodaux. Cette partie de la ville reconstruite est parfaitement identifiable dans la plaine d'Olot par les caractéristiques de régularité des villes nouvellement créées pendant la Renaissance. Cette nouvelle ville portera le nom de Vila Nova, par opposition à la Vila Vella, qui attendra la fin du XVIe siècle pour être reconstruite. Pour cette raison, la superficie de la ville sera doublée et permettra aussitôt une augmentation importante de la population.
- La Guerre civile catalane entre la noblesse (Diputació del General) et le roi Jean II d'Aragon, d'une part, les rébellions paysannes (guerra dels remences), d'autre part, affecteront de manière intense la Garrotxa et Olot, cette dernière étant la ville la plus importante de la zone. La ville sera saccagée et conquise à plusieurs reprises par les troupes de la Generalitat de Catalunya et les remences, causant une diminution démographique importante qui, associée à l'impact des séismes, constituera la pire récession de la ville au cours de l'histoire.

### Période moderne
Une fois entrée dans le XVIe siècle, Olot connaîtra une croissance importante, laissant derrière la guerre et les désastres. Ses immeubles les plus importants sont agrandis et sa population augmente. Le Convent del Carme, situé entre la Vila Nova et la Vella, remonte à cette époque. L'ensemble est composé d'une église de style gothique tardif et d'un cloître renaissance (très rare en Catalogne). De même, l'église paroissiale d'Olot sera agrandie en raison de son faible rayonnement et du manque de place pour accueillir une population toujours plus nombreuse.
Olot fut capitale de la Catalogne en 1875.

## Population et société

### Démographie
| 1717  | 1787  | 1857   | 1877  | 1887  | 1900  | 1910   | 1920   | 1930   |
| ----- | ----- | ------ | ----- | ----- | ----- | ------ | ------ | ------ |
| 2 868 | 9 383 | 11 134 | 7 287 | 8 554 | 8 334 | 10 411 | 10 857 | 12 244 |

| 1940   | 1950   | 1960   | 1970   | 1981   | 1990   | 1994   | 1996   | 1998   |
| ------ | ------ | ------ | ------ | ------ | ------ | ------ | ------ | ------ |
| 14 918 | 14 913 | 17 664 | 21 626 | 24 892 | 27 027 | 27 639 | 27 482 | 27 644 |

| 2000   | 2002   | 2004   | 2006   | 2008   | 2010   | 2012   | 2014   | - |
| ------ | ------ | ------ | ------ | ------ | ------ | ------ | ------ | - |
| 27 967 | 28 890 | 30 306 | 31 932 | 32 903 | 33 589 | 33 813 | 33 913 | - |

### Manifestations culturelles et festivités

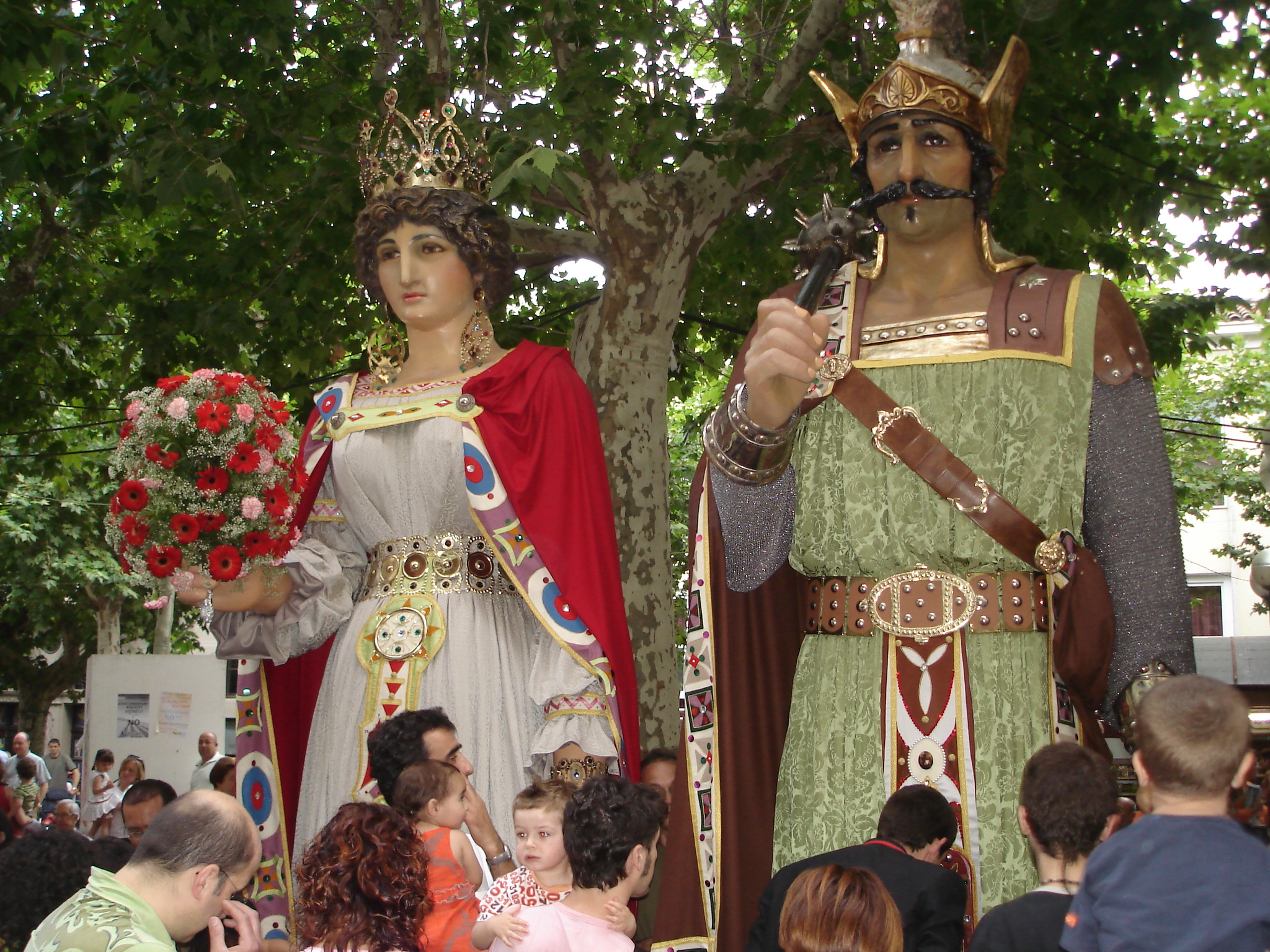
Les Géants d'Olot.

Les fêtes du Tura constituent la fête patronale d'Olot. Elles se déroulent autour du 8 septembre. Leur nom vient de la patronne de la ville, la Vierge du Tura. C'est une des fêtes de Catalogne les plus courues pendant l'été. Elle se caractérise par de nombreuses animations et des concerts en plein air. Contrairement à la plupart des villes de taille moyenne, les fêtes du Tura se déroulent intégralement à l'intérieur de la ville, essentiellement dans sa partie ancienne, ce qui leur donne un charme authentique. L'animation la plus traditionnelle est le bal des géants, des nains et des chevalets sur la Grand Place de la ville, le 8 septembre même. Les géants d'Olot, le Géant et la Géante enlacés, sont les symboles de ces festivités. Le reste de la troupe comprend des aigles (jeune et vieux), un bœuf, un dragon, un poulet, une lapine et ses lapereaux, une vache, un chat, un porc et un mouton. Tous sont les protagonistes de la marche à travers les rues d'Olot.
Parmi les activités nocturnes, la Turinada est devenue la fête nocturne la plus populaire. C'est une fête de rue qui traverse le centre d'Olot et se termine à la rue du Tura où l'on danse le Bal de l'Heure, tassé par la foule, avec force décibels, eau et ballons géants. Ainsi, après sa 15e édition, la Turinada est en passe de devenir une authentique tradition olotine.
D'autres animations ont lieu pendant ces fêtes: sardanes, concerts de musique, le Cos Iris - défilé de chars avec bataille de confettis, compétitions sportives, courses de vachettes, les correbous et correfoc et, dernièrement, les encierrus. La population participe également volontiers au « tirer de corde » ou au concours de « lancer de noyaux  d'olive ».
Les fêtes du Tura se clôturent chaque année par un grand feu d'artifice, aussitôt suivi du traditionnel Bal des Géants, sous les bougies de la Grand Place.

### Sports
Football
Le principal club de football de la ville est l'Unió Esportiva Olot (Union sportive d'Olot), club fondé en 1922 sous le nom de Olot FC et ayant pris son nom actuel en 1939.
Autres sports
Le Club Natació Olot est fondé en 1954. Il regroupe les activités de natation ainsi que l'athlétisme, le tennis, le triathlon et le waterpolo. Le joueur de tennis Tommy Robredo y débute.

## Culture locale et patrimoine

### Lieux et monuments
- L'église Saint-Estève ;
- L'église Sainte-Marie du Tura.

### Patrimoine naturel
- Parc naturel de la Zone volcanique de la Garrotxa

### Personnalités liées à la commune
- Esteve Bosch (v.1570-16..), sculpteur né à Olot;
- Joan Pere Fontanella (1575-1649), juriste et homme politique né à Olot ;
- Antonio Soler (1729-1783), compositeur catalan né à Olot ;
- Josep Berga i Boix (1837-1914), peintre mort à Olot ;
- Marià Vayreda (1853-1903), écrivain catalan né et mort à Olot ;
- Antoni Gotarde i Bartolí (1863-1920), photographe mort à Olot ;
- Jaume Bofill i Mates (1878-1933), poète et homme politique né à Olot ;
- Henri Canadell, prêtre scolope né à Olot, mort assassiné durant la Guerre d'Espagne et béatifié par Jean-Paul II en 1995. Sa tombe est dans l'église du village[2].
- Josep Clarà (1878-1958), sculpteur né à Olot.
- Rafael Aranda (1961-): architecte, prix Priztker 2017[3], né à Olot ;
- Carme Pigem (1962-): architecte, prix Priztker 2017[3], née à Olot ;
- Maria Branyas Morera (1907-2024), supercentenaire espagnole, doyenne de l'humanité depuis janvier 2023, y vit.

## Jumelage
Notre-Dame-de-Bondeville (France)
 Thuir (France)